# Якама

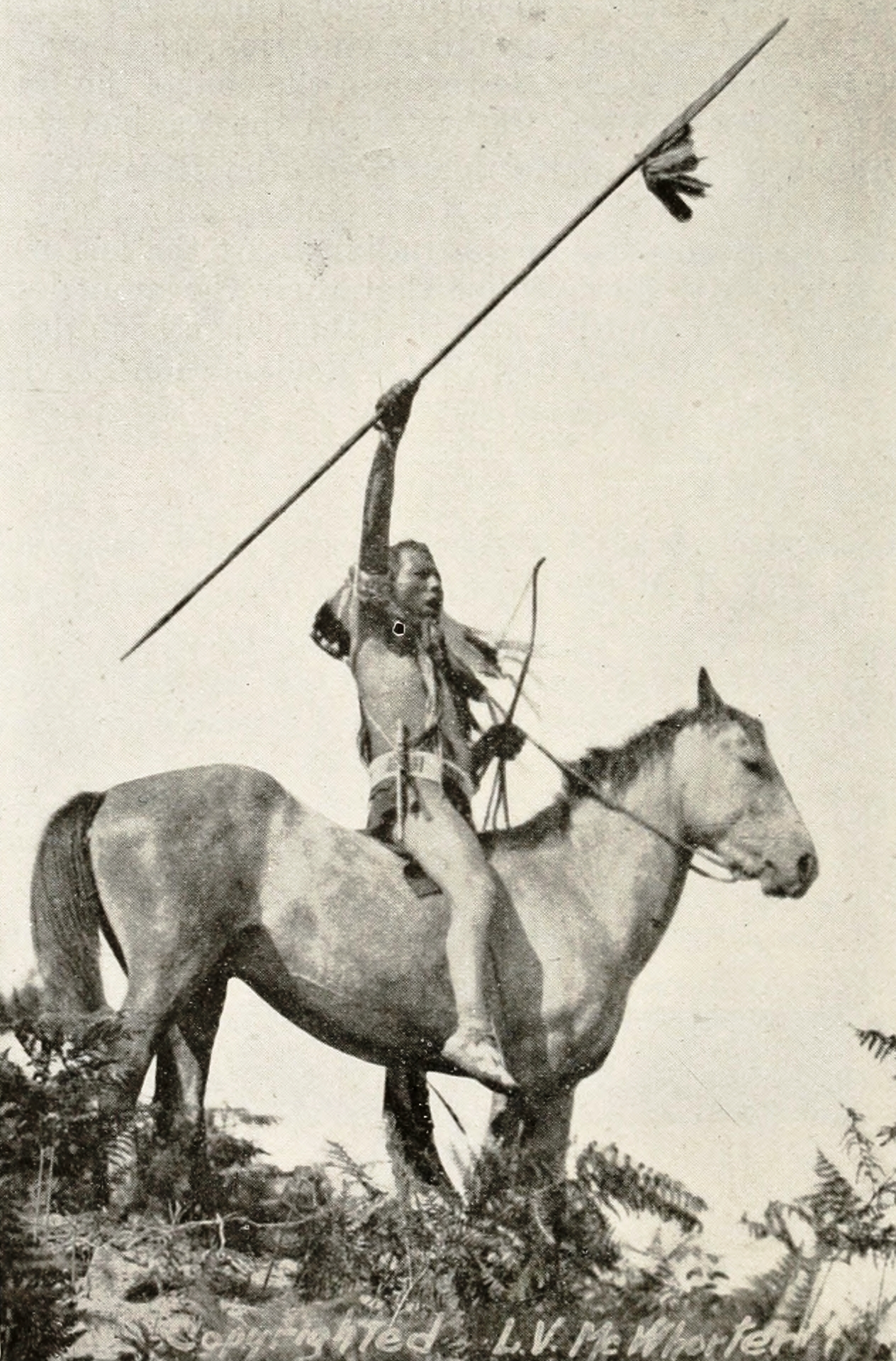
Воин якама

Конфедерация племён и групп нации якама, или просто якама (официально с 1994 г., исторически также якима) — племенная группа индейцев Плато. Якама проживают на территории штата Вашингтон, их численность на начало XXI века составляет около 10000 человек. Территория резервации Якама вдоль реки Якима охватывает площадь около 5260 км². В настоящее время нацию возглавляет Племенной совет якама, состоящий из представителей 14 племён.

## Экономика

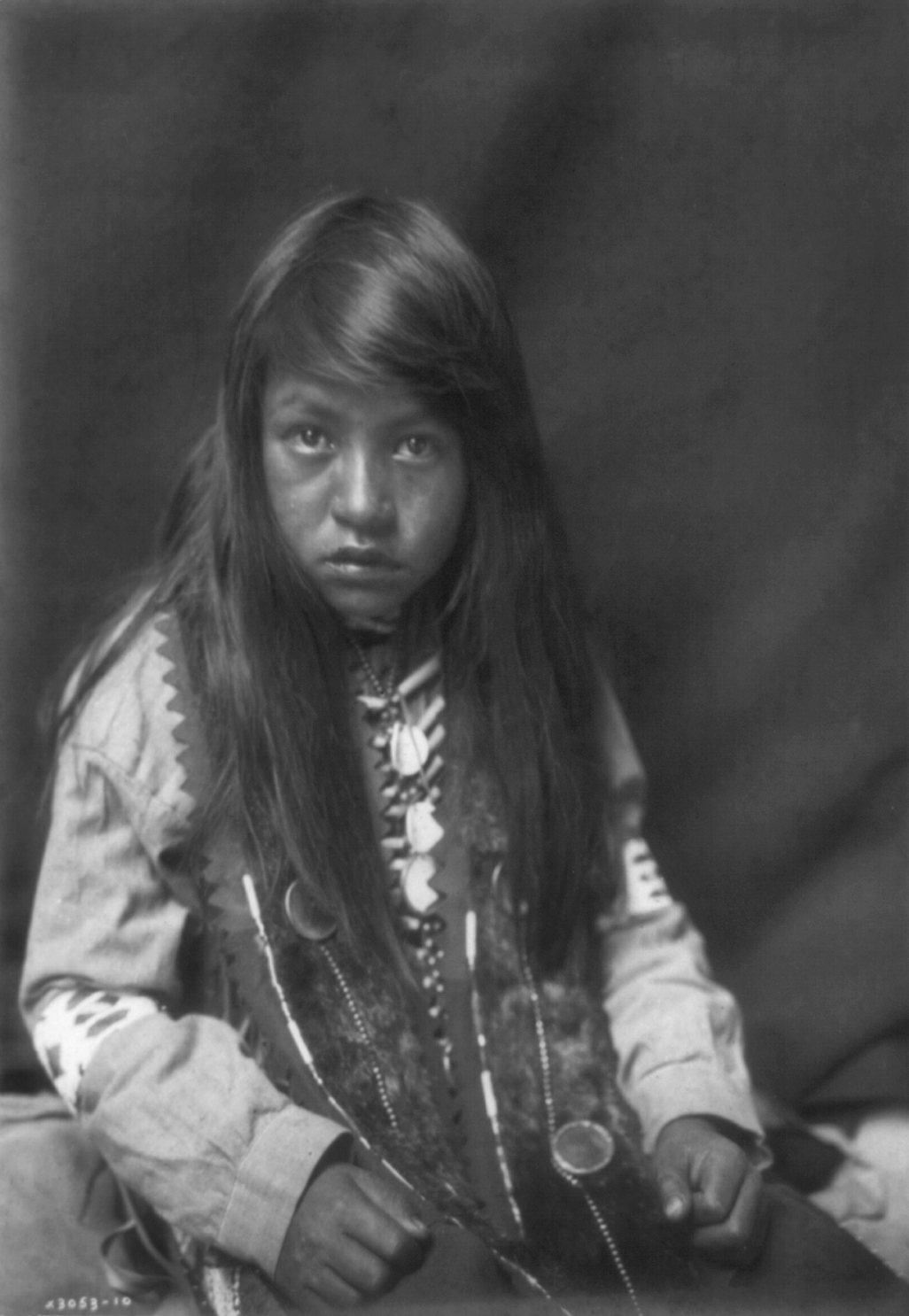
Мальчик якама

Большинство индейцев племени якама занимаются рыболовством на реке Колумбия и её притоках — как на продажу, так и для ритуальных целей. Среди рыб, которых они добывают, преобладают лосось, радужная форель и осётр. Право на рыболовство охраняется договорами и было повторно подтверждено в ходе таких судебных процессов, как «США против штата Вашингтон» («решение Болдта») и «США против штата Орегон» («Соухэппи против Смита»).

## История
По своему образу жизни якама во многом были сходны с другими племенами плато реки Колумбия. Они занимались рыболовством, поскольку река изобиловала лососёвыми, и собирали в горах ягоды. В 1805 или 1806 г. с племенем встретилась экспедиция Льюиса и Кларка.
В результате Совета Валла-Валла 1855 г. (Walla Walla Council) и Якимской войны, состоявшейся в том же году, племя принудили к переселению в резервацию, где оно обитает по настоящее время. В договоре 1855 г. упоминалась конфедерация из 14 племён (якама, палусы, писквосы, венатшапам, кликитат (кликатат), клинкит, Kow-was-say-ee, Li-ay-was, Skin-pah, васко-вишрам, Shyiks, Ochechotes, Kah-milt-pay и Se-ap-cat), которые в тексте договора далее упоминались под общим названием якама.
Распространённое в индеанистике наименование племени «якима» было официально изменено в 1994 г., чтобы лучше отражать самоназвание.

## Язык
Язык якама представляет собой северо-западный диалект сахаптинского языка из плато-пенутийской семьи. Самоназвание языка: «Ichishkíin Sínwit». В настоящее время среди членов племени предпринимаются попытки его возрождения, при этом племенной совет не рекомендует использовать термин «сахаптин», который буквально означает «чужак в (нашей) земле».